# Discoceloidea
Super-famille
Les Discoceloidea sont une super-famille de vers plats marins du sous-ordre des Acotylea (ordre des Polycladida).

## Classification
La super-famille des Discoceloidea a été créée en 2019 par Isabel Lucia Dittmann (d), Daniel Cuadrado (d), María Teresa Aguado (d), Carolina Noreña (d) et Bernhard Egger (d),.
Discoceloidea a pour synonymes :
- Cryptoceloidea Bahia, Padula & Schrödl, 2017
- Emprosthommatidea Bock, 1913
- Ilyplanoidea Faubel, 1984

Toutefois, si la base de données World Register of Marine Species (18 novembre 2023) considère la super-famille des Cryptoceloidea comme un synonyme junior des Discoceloidea, elle présente ces deux super-familles de manière distincte avec leur propre liste de familles. La même distinction entre ces deux super-familles est faite dans les articles correspondants.

## Liste des familles
Selon la base de données World Register of Marine Species (18 novembre 2023), la super-famille des Discoceloidea regroupe les familles suivantes :
- Famille des Cryptocelidae Laidlaw, 1903
- Famille des Ilyplanidae Faubel, 1983
- Famille des Discocelidae Laidlaw, 1903, acceptée comme Discocelididae Laidlaw, 1903

## Publication originale
- (en) Isabel L. Dittmann, Daniel Cuadrado, Maria Teresa Aguado, Carolina Noreña et Bernhard Egger, « Polyclad phylogeny persists to be problematic », Organisms Diversity and Evolution, Springer Science+Business Media, vol. 19, no 4,‎ 16 septembre 2019, p. 585-608 (ISSN 1439-6092 et 1618-1077, DOI 10.1007/S13127-019-00415-1, lire en ligne).